# Frères Moberg
Pour les articles homonymes, voir Moberg.
Harry et Valter Moberg, nés le 5 mars 1915 à Sandviken en Suède, étaient des frères jumeaux suédois et facteurs d'orgues.
Ils se sont spécialisés dans la restauration des orgues historiques des églises en Scandinavie.

## Biographie
Leurs parents Engelbert et Alida Moberg avaient tous les deux un grand intérêt pour la musique et jouaient de différents instruments. Les aînés des enfants étaient Gunnar et Elsa. Elsa,pianiste de formation était mariée au violoniste John Vesterlund. Dans les années 1930 John Vesterlund commença à construire des orgues ce qui a permis aux  frères Moberg d'apprendre ce métier. En 1933 la firme entreprit la restauration de l'orgue de Lövstabruk (en), construit par Johan Niclas Cahman en 1728.
Les deux frères ,qui avaient à l'époque 18 ans, ont retiré de cette expérience un intérêt passionné pour les orgues historiques. Ils rencontrèrent les historiens d'orgue Bertil Wester, et plus tard Einar Erici qui voulaient créer un inventaire de tous les orgues historiques en Suède.
Les Frères Moberg ont fondé leur propre entreprise en 1941 ,devenant les pionniers de la restauration d'orgues historiques en Suède. Il existait environ 4 000 orgues en Suède dont 200 furent classés comme un patrimoine national par le Swedish National Heritage Board. Avec leur collaborateur Ville Pettersson ils ont restauré près de 90 orgues historiques en Scandinavie.
L’une de leurs restaurations les plus connues est celle de l'orgue de la Vieille église d'Åtvidaberg, construit par Jonas Wistenius en 1751 qu’ils ont dû reconstruire à 70 %. Albert Schweitzer a joué sur l'orgue restauré et il a salué la qualité de cette reconstruction. L'orgue de l’ église de Seglora, à Skansen dans Stockholm construit par Jonas Ekengren en 1777, fut restauré en 1963. L'orgue de l'église de Tjällmo, construit par Isaac Risberg en 1710 a été restauré en 1968.
Leur passion les a amené à enregistrer le son d’orgues historiques et ils ont filmé plusieurs de leurs restaurations. Ils ont aussi publiés des articles dans des revues de musique d’Église ou des forums consacrés aux orgues.
Ils ont documenté toutes leurs restaurations et leurs autres grands travaux avec des photos et des textes explicatifs. Leurs archives sont conservées au Swedish National Heritage Board de Stockholm.

## Travaux

### Galerie photographique

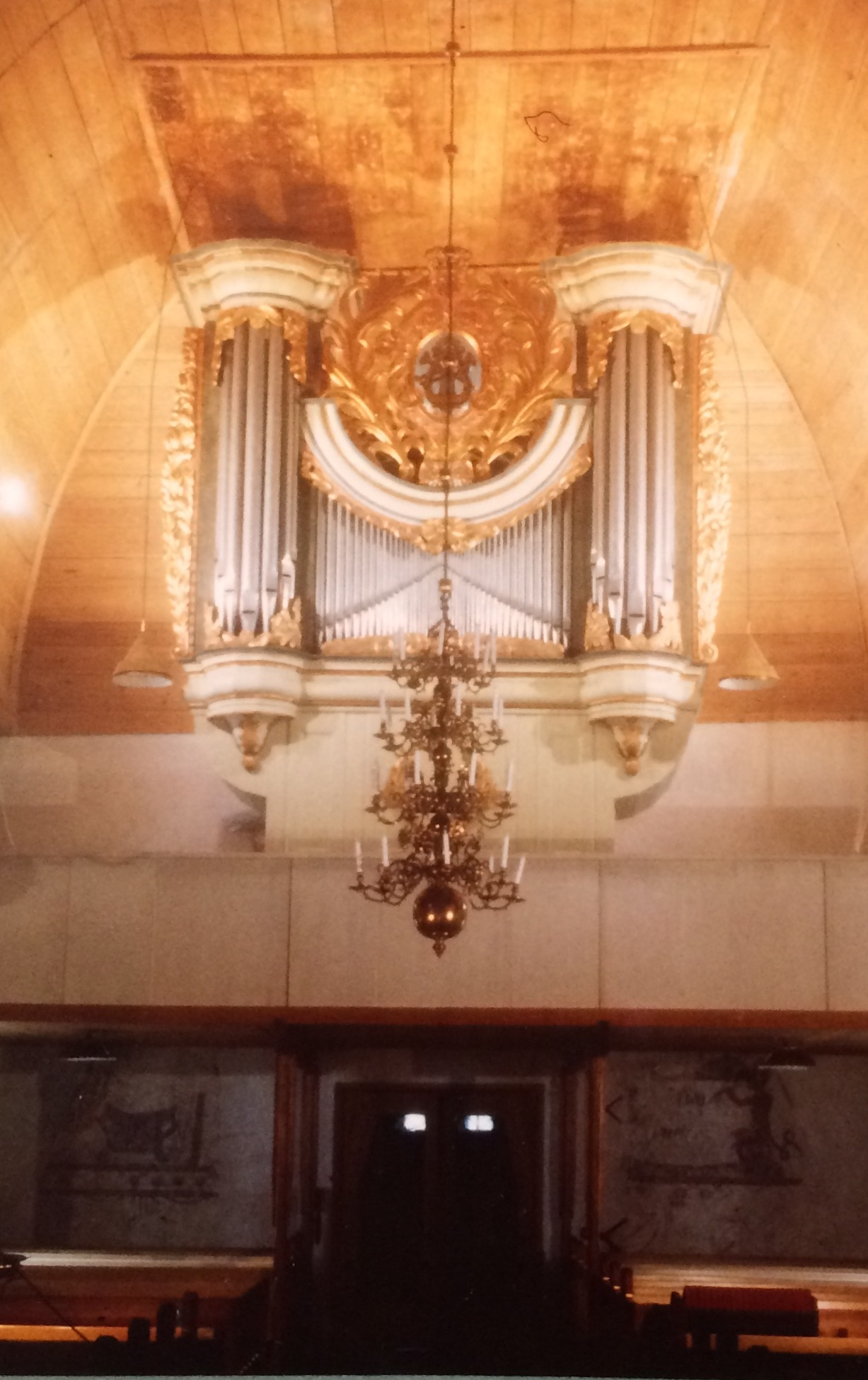
La façade de l'orgue de Risberg à Tjällmo.

### Suède

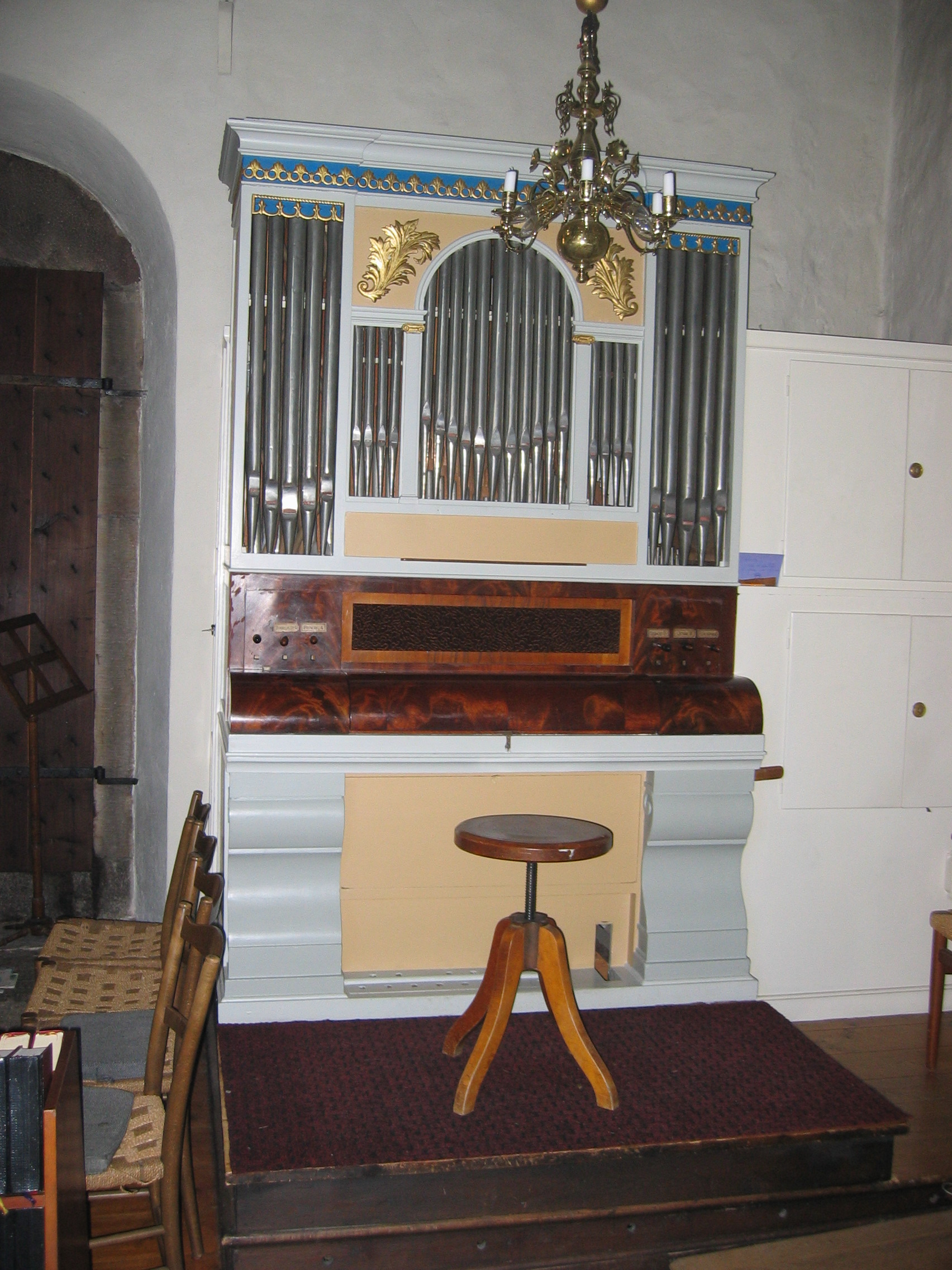
Hjälmseryd.

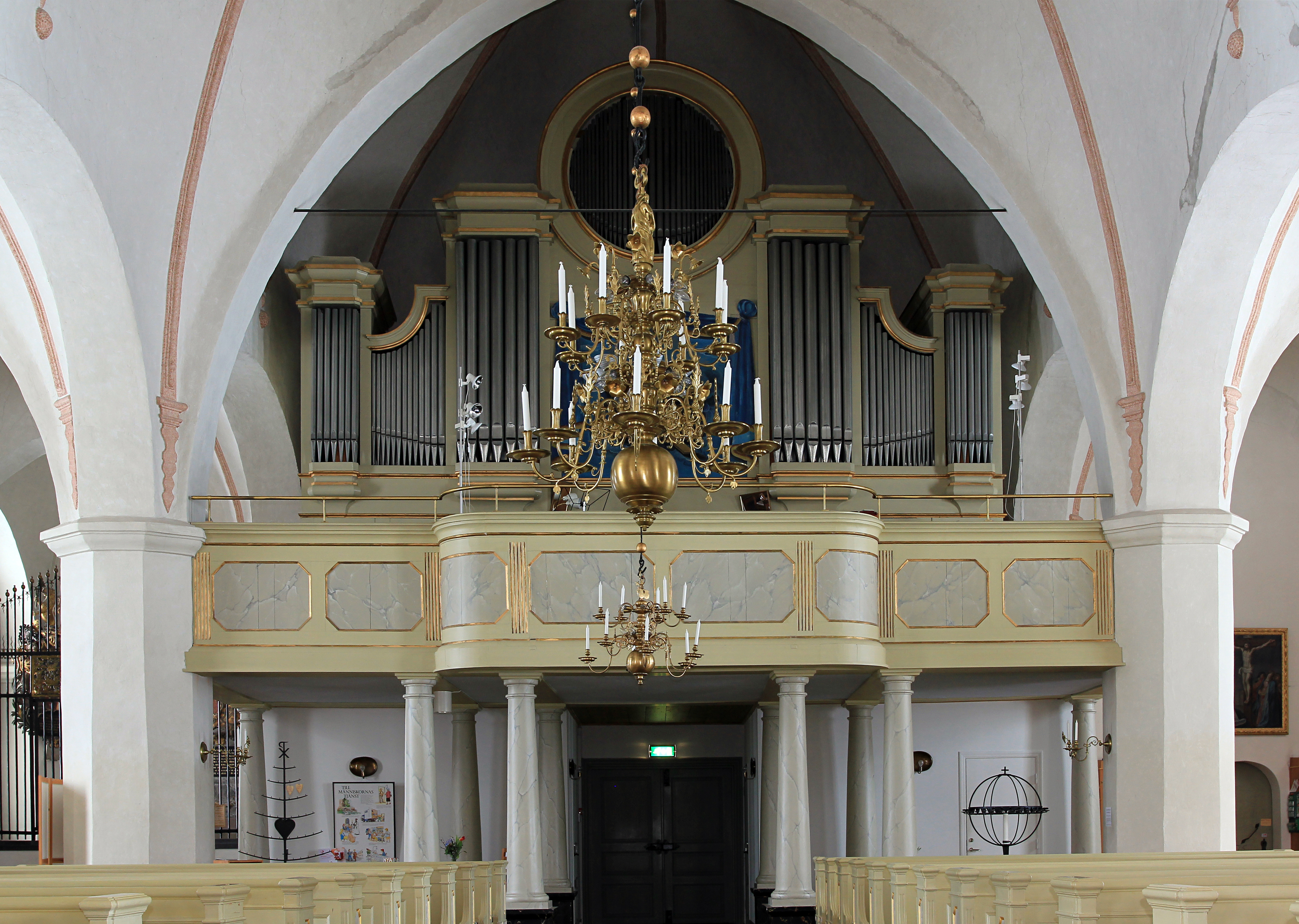
Söderbärke.

| Location                                         | Année       | Construit par |
| ------------------------------------------------ | ----------- | --- |
| Église d'Alvesta                                 | 1964        | Pehr Schiörlin (1778)                                                                                                 |
| Église d'Angarn                                  | 1970        | Pehr Strand (1849) |
| Église d'Ask                                     | 1950        | Olof Hammarberg (1929)                                                                                                |
| Église d'Avesta                                  | 1989        | A Magnussons Orgelbryggeri (1938)                                                                                     |
| Église de Balingsta                              | 1974        | Åkerman & Lund (1898)                                                                                                 |
| Église de Björskog                               | 1988        | Eskil Lundén (1914)                                                                                                   |
| Église de Bladåker                               | 1952        | Johan Lambert Larsson (1842)                                                                                          |
| Église de Botilsater                             | 1974        | A P Lokrantz (1921) (la façade de 1882)                                                                               |
| Église de Brunnby                                | 1980        | Setterquist & Son 1912                                                                                                |
| Église de Backebo, (Uppland)                     | 1952        | Johannes Magnusson 1848                                                                                               |
| Église de Balinge, (Uppland)                     | 1955        | Eisenmenger & Herman 1632. La façade de décorait le vaisseau royal Vasa, Stockholm.                                   |
| Le Positiv Bohémien, Musée de Musique et Théâtre | 1964        | Anton Streit (ca. 1700)                                                                                               |
| Église de Börje                                  | 1958        | Daniel Wallenström (1856)                                                                                             |
| Église de Djursdala.                             | 1965        | Anders Jonsson 1841 Enlèvement du cabinet crescendo                                                                   |
| Église d'Edebo (Comté de Stockholm)              | 1951, 1983  | Construit selon les recommandations de Berg à Alunda. Réinstallé en 1951 dans son état original par les Frères Moberg |
| Vieille église d'Enviken                         | 1950        | Gustaf Wilhelm Becker (1872)                                                                                          |
| Église d'Eskilsater                              | 1949        | Johan Everhardt Jr (1820)                                                                                             |
| Église de Flisby                                 | 1974        | Sven Nordström 1856                                                                                                   |
| La chapelle de Folkstrom (Östergötland)          | 1953        | Johan Agerwall (1700)                                                                                                 |
| Église de Folkärna                               | 1984        | Johannes Magnusson 1931 La façade date du 1853                                                                        |
| Église de Forssa (Södermanland)                  | 1984        | Setterquist & Son 1879                                                                                                |
| Église de Gammalkil                              | 1975        | Pehr Schiörlin 1806 (Albert Schweitzer a joué sur l'orgue)                                                            |
| Église de Garpenberg                             | 1969        | Setterquist & Son 1904 (Église de Garpenberg )                                                                        |
| Église de Grythyttan                             | 1987        | Setterquist & Son 1904. La façade date du 1780                                                                        |
| Église de la Trinité, Gävle                      | 1955        | Setterquist & Son 1889, John Vesterlund 1939                                                                          |
| École Vasa, Gävle                                | 1983        | Pehr Larsson Åkerman 1876                                                                                             |
| Église Emmanuel, Gävle                           | 1962        | E H Eriksson 1906 |
| Église des Soldats, Gävle                        | 1984        | E H Eriksson (1918)                                                                                                   |
| Église de Harraker                               | 1967        | Pehr Lund (1930) |
| Église de Hjälmseryd                             | 1953        | Johannes Magnusson 1850~                                                                                              |
| Église de Häradshammar                           | 1954        | Jonas Fredric Schiörlin 1821                                                                                          |
| Église de Jättendal                              | 1963        | Lars Niclas Nordquist 1839                                                                                            |
| Église de la Trinité, Karlskrona                 | 1961-1962   | Pehr Zacharias Strand (1827)                                                                                          |
| Église de Kristinehamn                           | 1982        | Setterquist & Son (1921) (La façade date du 1858)                                                                     |
| Église de Kuddby                                 | 1954-1955   | Sven & Erik Nordström (1882)                                                                                          |
| Église de Kvarsebo                               | 1949, 1974  | Johan Lund (1852) |
| Vieille église de Lannaskede                     | 1952        | Lars Solberg (1734)                                                                                                   |
| La cathédrale de Linkoping                       | 1975-1976   | Setterquist & Son (1929) (La façade date du 1723)                                                                     |
| Église de Långserud                              | 1982        | Eskil Lundén (1917)                                                                                                   |
| Église de Njutanger                              | 1940~       | Th J Trayser - - - - harmonium                                                                                        |
| Église de Normlösa                               | 1954        | Sven Nordström (1854)                                                                                                 |
| Église de Norra Solberga                         | 1972        | Nils Ahlstrand (1836)                                                                                                 |
| Église de Nyed                                   | 1955-1956   | Elias Witting (1707 Corps de chorale)                                                                                 |
| Église de Nysätra, Uppland                       | 1973        | Per Gullbergsson & Jonas Wengström (1839)                                                                             |
| La Chapelle d'Oslättsfors                        | 1961        | Brothers Moberg (1944)                                                                                                |
| Église de Rasbokil                               | 1971        | Pehr Zacharias Strand (1829)                                                                                          |
| Église de Rönö                                   | 1975        | Gustaf Andersson & Son (1855)                                                                                         |
| Église baptistère de Sandviken                   | 1977-1978   | Olof Hedlund (1739)                                                                                                   |
| Église de Sandviken                              | 1976        | Åkerman & Lund (1931)                                                                                                 |
| Église Seglora, Skansen, Stockholm               | 1962-1963   | Jonas Ekengren (1778)                                                                                                 |
| Église de Skirö                                  | 1961        | Johannes Magnusson (1857)                                                                                             |
| Église de Skällvik                               | 1964        | Jonas Wistenius (1762)                                                                                                |
| Église de Snavlunda                              | 1980        | Åkerman & Lund (1943)                                                                                                 |
| Église de Svartnäs                               | 1956        | Jonas Wängström (1848)                                                                                                |
| Église de Svinnegarn                             | 1957        | Carl Wåhlström 1769                                                                                                   |
| Église de Svärdsjö                               | 1964        | Åkerman & Lund (1943) La façade date du 1738                                                                          |
| Église de Sätra brunn                            | 1953        | Daniel Wallenström (1867)                                                                                             |
| Église de Söderbärke                             | 1956        | Niclas Furtwängler & Hammer (1923) (facade from 1738)                                                                 |
| Église de Söderbärke                             | 1956        | Niclas Söderström (1795)                                                                                              |
| Église de Teda                                   | 1949        | Pehr Niclas Forssberg (1785)                                                                                          |
| Église de Tjällmo                                | 1968 - 1969 | Isac Risberg (1710)                                                                                                   |
| Vieille église de Trönö                          | 1968        | P Z Strand 1800 (Pehr Zacharias Strand)                                                                               |
| Nouvelle église de Trönö                         | 1971        | Åkerman & Lund (1895)                                                                                                 |
| Église de Tåby                                   | 1954        | Sven Nordström (1847)                                                                                                 |
| Église d'Ulrika                                  | 1970        | Johan Niclas Cahman (1734)                                                                                            |
| Église d'Utö                                     | 1972        | Olof Hedlund (1745)                                                                                                   |
| Église de Vallerstad                             | 1950        | Nils Ahlstrand (1841)                                                                                                 |
| Église de Valö                                   | 1971        | Gustaf Andersson (1831)                                                                                               |
| Église de Venjan                                 | 1990        | Setterquist & Son (1917)                                                                                              |
| Église de Virestad, Musée de Smaland, Växjö      | 1953        | Hans Heinrich Cahman (1690)                                                                                           |
| Église de Voxna                                  | 1988        | Setterquist & Son (1888)                                                                                              |
| Église de Voxtorp, Jönköping                     | 1959        | Johan Nikolaus Söderling (1852)                                                                                       |
| Église de Vårdinge                               | 1979        | Setterquist & Son (1938) (facade from 1844)                                                                           |
| Église de Värmskog                               | 1959-1960   | E A Setterquist (1857)                                                                                                |
| La Maison de la paroisse de Värmskog             | 1961        | Nyströms harmonium (1869)                                                                                             |
| Église de Västra Eneby                           | 1975        | Sven Nordström (1850)                                                                                                 |
| Église de Yxnerum                                | 1959        | C M Ringström (1826. L'inspection et enlèvement du cabinet)                                                           |
| Vieille église d'Åtvidaberg                      | 1957        | Jonas Wistenius (1751) (Reconstruction. Albert Schweitzer a joué)                                                     |
| Église d'österfärnebo                            | 1973        | E H Eriksson (1906)                                                                                                   |
| La Chapelle d'Östervik, Kristinehamn             | 1973        | Th J Trayser (1872 harmonium)                                                                                         |
| Église d'Östra Ryd , Östergötland                | 1966        | Lars Strömblad (1777, reconstruction)                                                                                 |
| Église d'Östra Skrukeby                          | 1963        | Pehr Schiörlin (1794)                                                                                                 |
| Église d'Östra Amtervik                          | 1971        | Andreas Jönsson (1847)                                                                                                |

### Norvège
| Location                | Année | Construit par                 |
| ----------------------- | ----- | ----------------------------- |
| Église Metodiste (Oslo) | 1987  | Jörgensen Orgelfabrik 1920    |
| Tvedestrand             | 1983  | Olsen & Jörgensen (1920~)     |
| Tylldalen               | 1982  | (Entreprise allemande, 1920~) |

### Finlande
| Location | Année | Remarques              |
| -------- | ----- | ---------------------- |
| Nagu     | 1977  | Olof Schwan (1791)     |
| Nystad   | 1978  | Marcussen & Son (1865) |

### Constructions nouvelles
| Location                  | Année | Remarques                                                             |
| ------------------------- | ----- | --------------------------------------------------------------------- |
| Église Faringe            | 1943  |                                                                       |
| Gävle, Bomhus             | 1957  |                                                                       |
| Loge maçonnique, Gävle    | 1957  |                                                                       |
| La Chapelle d'Oslättsfors | 1944  |                                                                       |
| S:t Anna                  | 1944  | Construit avec John Vesterlund sous le nom commun AB Kyrkorglar       |
| École primaire Uppsala    | 1947  | Commencé par Oskar Sundstrom en 1946 et terminé par Les Frères Moberg |

### Films
| Location                              | Année | Remarques |
| ------------------------------------- | ----- | --------- |
| Église de Seglora, Skansen, Stockholm | 1963  |           |
| Tjällmo                               | 1969  |           |

### Enregistrements audio
| Location                                        | Année                  | Remarques |
| ----------------------------------------------- | ---------------------- | --------- |
| Tjällmo                                         | 1968, 1969, 1970, 1971 |           |
| Brunnby                                         |                        |           |
| L'inauguration de l'orgue construit par Hedlund | 1979                   |           |
| Vielle église d'Åtvidaberg (Aatvidaberg)        | 1957                   |           |
| Skällvik                                        | 1969                   |           |
| Jonsered                                        | inconnu                |           |
| Église de Sandviken par la Radio suédoise       | inconnu                |           |
| La Chapelle de Folkstrom                        | inconnu                |           |
| Jonsberg                                        | inconnu                |           |
| Haraker                                         | 1961                   |           |
| Alvesta                                         | Unknown                |           |
| Église de la Trinité, Karlskrona                | Unknown                |           |

### Ouvrages
Ouvrages publiés en France
- Dr. Einar Erici, Pasteur Eric Nilsson, Harry Moberg, Valter Moberg, AATVIDABERG : orgues historiques suède 17, Société Phonographique Philips, Jacques Meunier, 1967 (lire en ligne)